# پلوشاد روالوتسی
پلوشاد روالوتسی (به روسی: Пло́щадь Револю́ции)، یکی از معروف‌ترین و باشکوه‌ترین ایستگاه‌های متروی مسکو است که در محلهٔ توروسکی در مرکز مسکو واقع شده است. ایستگاه پلوشاد روالوتسی در ۱۳ مارس ۱۹۳۸ میلادی افتتاح شد.
بر باوری عامیانه، دست‌کشیدن به پوزهٔ سگِ برنزی ایستگاه پلوشاد روالوتسی «خوشبختی» می‌آورد.

## نگارخانه

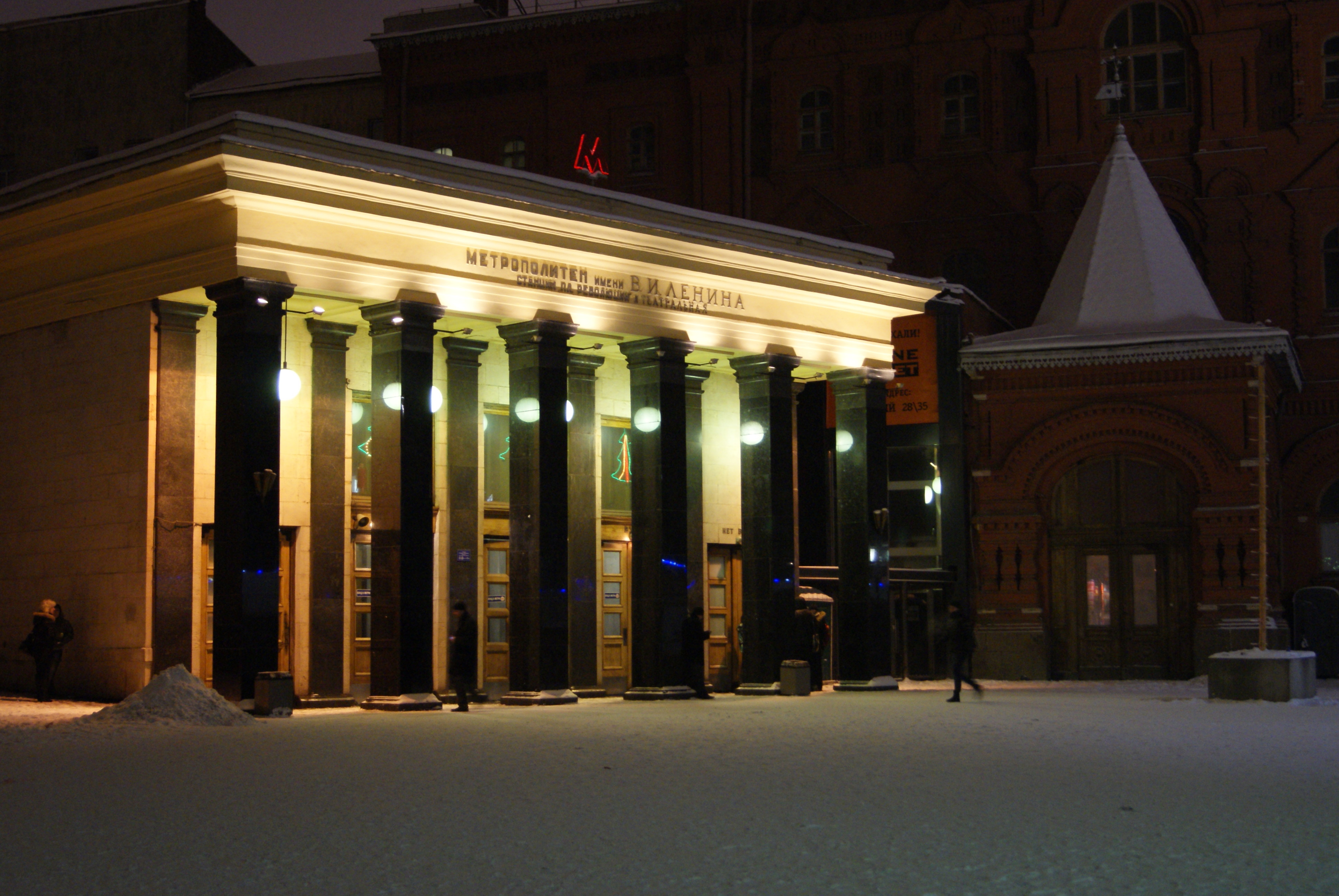
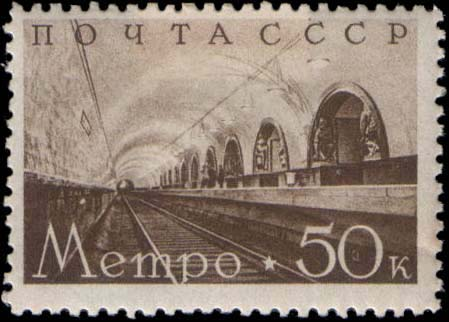
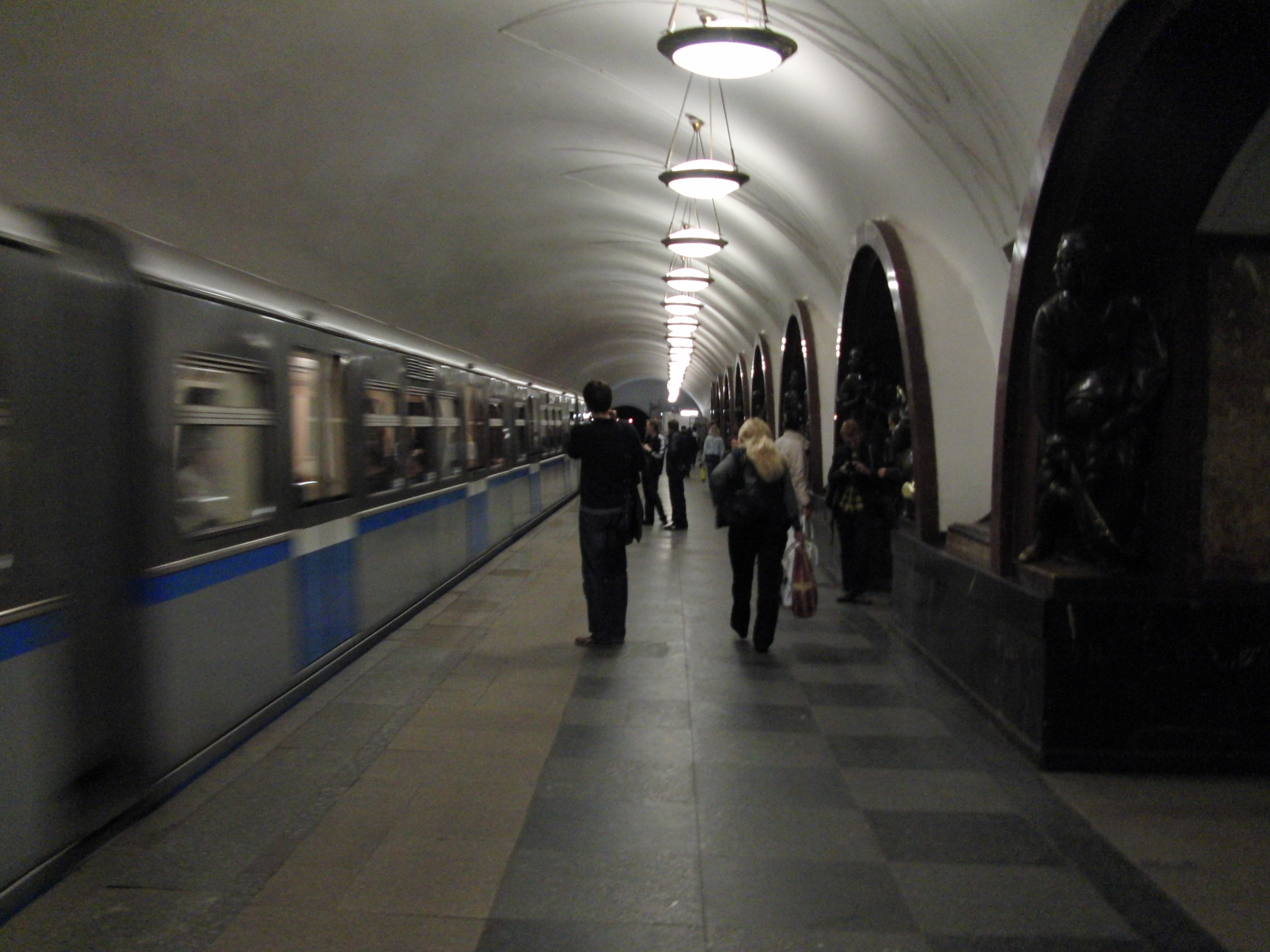
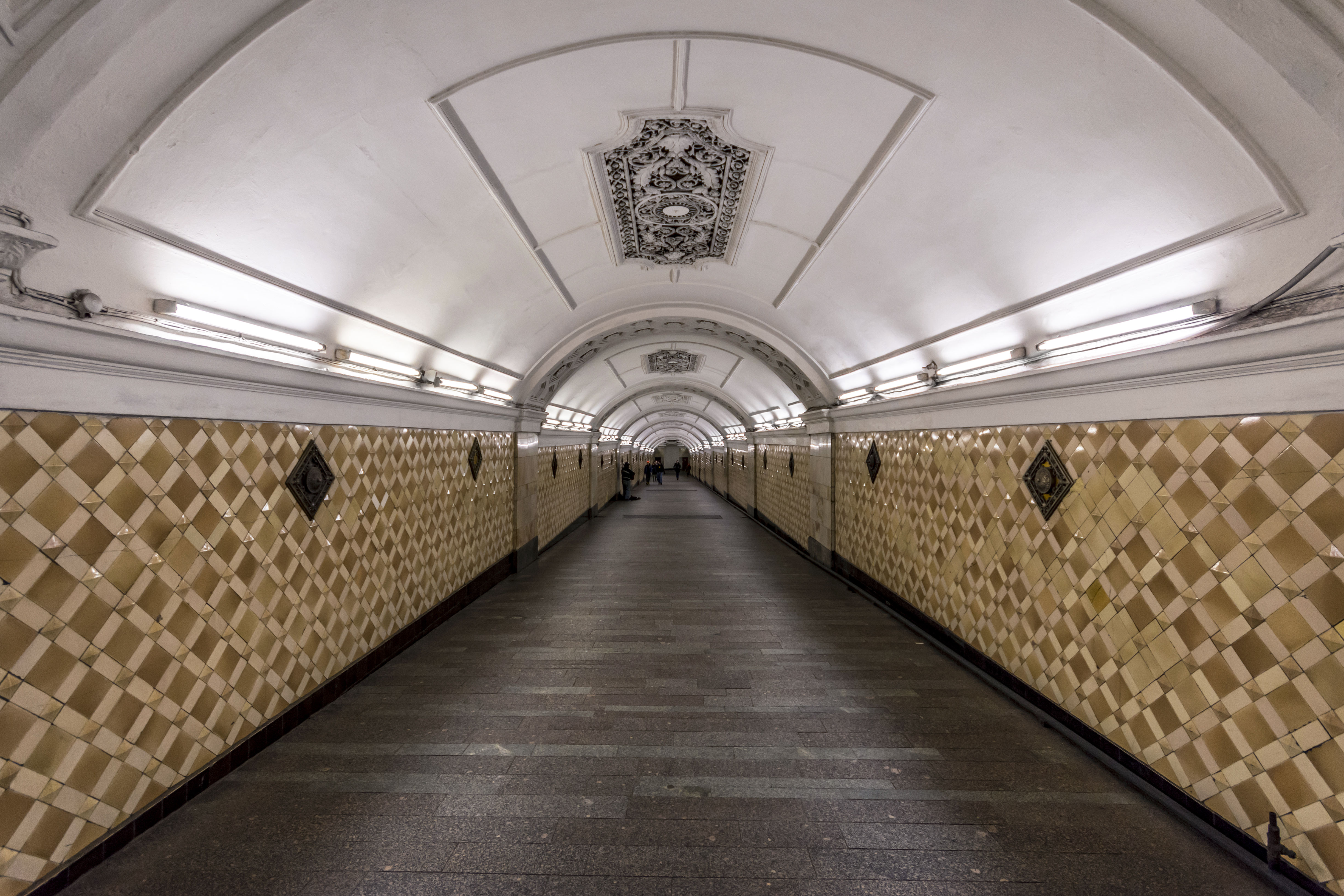